# Римпфишхорн
Римпфишхорн (нем. Rimpfischhorn) — гора-четырёхтысячник в Швейцарии.
Гора Римпфишхорн находится в Пеннинских Альпах, на юго-западе Швейцарии. Впервые была покорена 9 сентября 1859 года английской горной экспедицией, возглавляемой культурологом и писателем Лесли Стивеном, проводником в которой был швейцарский альпинист Мельхиор Андерегг. Из совершавших восхождение на эту вершину старейшим был Альберт Зибенморген, которому к этому времени исполнилось 77 лет.
Исходными пунктами для подъёма на Римпфишхорн альпинистские группы выбирают Церматт и Зас-Фе.